# Казиатко, Андрей Гаврилович
Андрей Гаврилович Казиатко (1 мая 1911, Москва — 3 октября 1984) — советский архитектор и управленец. Кандидат искусствоведения, доцент. Ректор Московского архитектурного института (1957—1958).

## Биография
Андрей Казиатко родился в Москве 1 мая 1911 года. В 1934 году окончил Московский архитектурный институт со званием архитектора. В 1935—1939 годах работал архитектором в Мособлпроекте, где занимался проектированием реконструкции центра подмосковного города Вознесенска и проектированием комплекса жилых домов в городе Орехово-Зуево. В 1939 году вступил в КПСС и в Союз архитекторов СССР. В 1941 году окончил Высшую партийную школу при ЦК КПСС. Принимал участие в Великой Отечественной войне.
В 1946—1951 годах работал в аппарате ЦК КПСС. В 1954 году окончил Академию общественных наук. В том же году защитил диссертацию на соискание учёной степени кандидата искусствоведения по теме «Архитектура Волго-Донского судоходного канала имени В. И. Ленина». В 1954—1956 годах — начальник Главка Министерства культуры СССР. В 1957—1958 годах — ректор Московского архитектурного института. Позднее — на педагогической работе (доцент кафедры промышленных зданий МАРХИ). В 1980 году вышел на пенсию.
Совместно с бригадой МАРХИ разработал проект реконструкции предзаводской и главной магистралей ЗИЛа. Принимал участие в закрытых конкурсах проектов выставочного павильона СССР в Нью-Йорке и планировки Всемирной выставки 1967 года в Москве.
Умер 3 октября 1984 года.

## Награды
- Медаль «За боевые заслуги» (1945)[4]